# Kiedricher Klosterberg
Der Klosterberg ist eine Rheingauer Weinlage westlich von Kiedrich im Rheingau. Sie gehört zur Großlage Heiligenstock.

## Namensursprung
Der Name dieser Weinlage geht zurück auf den Jahrhunderte alten Verbindungsweg, der vom Kloster Eberbach ausgehend über die Liegenschaften dieser Abtei in Kiedrich bis hin zur Klostermühle bei Eltville führte, und den Hügel, welcher heute als Weinlage Klosterberg heißt, als Closterweg querte.

## Weinlage
Auf der nach Südwesten ausgerichteten und 66 Hektar großen leichten Hanglage finden sich mittel- bis tiefgründige, mit steinig-grusigen Flächen von devonischem Gestein (bunte Schiefer) und vordevonischen Gesteinen wie Phylliten und Serizitgneis sowie kiesigen Lössen durchsetzte Böden.

## Weincharakteristika
Die Charakteristik der hier wachsenden Weine wird durch die südwestliche Ausrichtung der Lage beeinflusst, da der Weinberg schon in den frühen Morgenstunden von der Sonne erwärmt wird. Die Windverhältnisse belüften den Berg optimal und schützen die Trauben dadurch vor zu hoher Feuchtigkeit, weshalb sie lange am Stock reifen können. Der elegante und finessenreiche Wein wird durch säurebetonte Frucht geprägt, die steinigen Böden sorgen für hohe Mineralität und Komplexität.

## Eigentumsverhältnisse
Der Kiedricher Klosterberg befindet sich im Besitz der Kiedricher Weingüter Hans Prinz, Speicher-Schuth, Georg Sohlbach, Steinmacher & Sohn und Robert Weil.